# Rio Nilufer
O Rio Nilufer (em turco: Nilüfer Çayı[a]) é um rio na Turquia. Foi o clássico Odrisses.  (em latim: Horisius). A sua planície era conhecida como Migdônia.